# Matthäus Stach
Matthäus Stach (* 4. März 1711 in Mankendorf, heute Mankovice, Tschechien; † 21. Dezember 1787 in Bethania, North Carolina, Vereinigte Staaten) war ein deutscher Missionar.

## Leben
Matthäus Stach war der Sohn des Hausmanns Christian Stach (1678–1732) und seiner Frau Marianne Münster († 1718). Seine Familie gehörte den Böhmischen Brüdern an. Als in den 1720er Jahren daraus die Herrnhuter Brüdergemeine gegründet wurde, zog die Familie 1728 in deren Zentrum Herrnhut. Diese hatte das Ziel, ihren Glauben in der Welt zu verbreiten, unter anderem in Grönland, wofür der junge Matthäus Stach sich freiwillig meldete. Er war gemeinsam mit seinem Cousin Christian Stach und Christian David einer der ersten Herrnhuter Missionare in Grönland, wo er ab 1733 tätig war.
Sie gründeten die Missionsstation Neu Herrnhut in Noorliit in direkter Nachbarschaft zu Hans Egedes Kolonie Godthaab in Nuuk. Eigentlich sollten die Herrnhuter Hans Egede bei seinem Missionsvorhaben unterstützen, aber durch die unterschiedlichen Konfessionen kam es stattdessen zum Wettbewerb, wer die meisten Grönländer zu seinem Glauben bekehren konnte. Die ersten Jahre waren sie Hans Egede unterlegen, der bereits seit 1721 in Grönland aktiv war, aber nachdem Christian Stach 1739 die ersten Grönländer pietistisch taufen konnte, überholte die Zahl der herrnhutischen Grönländer die Zahl der von der dänischen Mission Getauften bald. Von 1740 bis 1741 war er zurück in Deutschland, wo er am 4. Februar 1741 in Herrnhaag mit seiner Verwandten Rosina Stach (1723–1800), Tochter des Fischers Wenzel Stach und seiner Frau Elisabeth (um 1693–1743) verheiratet wurde. Zudem wurde er vom Herrnhuter Bischof Polycarp Müller zum Ordinarius ernannt. Anschließend reiste er nach Dänemark, wo er beim dänischen König die offizielle Unabhängigkeit seines Vorhabens von der dänischen Mission erwirkte.
Anschließend kehrte er nach Grönland zurück, wo er seine Missionstätigkeit fortsetzte. Er war auch als Kirchenlieddichter aktiv und einige seiner Kirchenlieder wurden ins Herrnhuter Gesangbuch aufgenommen. In den folgenden Jahren kam es vermehrt zu Konflikten, einerseits weil Stach gegenüber seinen Kollegen als sehr streitlustig galt, andererseits, weil er regelmäßig sexuellen Umgang mit grönländischen Frauen hatte, was von den Herrnhutern ansonsten besonders geächtet wurde. 1757 verließ ihn deswegen seine Ehefrau. 1758 reiste er nach Süden, wo er in Akunnaat die Missionsstation Lichtenfels gründete, womit die Herrnhuter Mission erstmals expandierte, nachdem auch das dänische Kolonialisierungsprojekt sich vor allem in den 1750er Jahren rasant über die grönländische Westküste ausbreitete. 1765/66 unternahm er eine Inspektionsreise noch weiter nach Süden, wo 1774 die Missionsstation Lichtenau in Alluitsoq gegründet wurde.
1770 nahmen die Konflikte jedoch überhand und Matthäus Stach wurde aus Grönland verwiesen und musste nach Deutschland zurückkehren. Er erhielt dort die Absolution, woraufhin auch seine Frau ihm verzieh und zu ihm zurückkehrte. 1772 wanderten beide in die Missionskolonie Wachau in Bethania in North Carolina aus, wo er 1787 im Alter von 76 Jahren starb.